# Paul Kukuk
Paul Kukuk (* 10. April 1877 in Düsseldorf; † 15. September 1967 in Bochum) war ein deutscher Geologe.

## Leben
Kukuk war der Sohn eines Kaufmanns. Er studierte nach praktischer Ausbildung am Oberbergamt Clausthal als Bergbaubeflissener Bergbau in  München, Aachen und Berlin mit dem Bergreferendarsexamen 1902 und dem Bergassessorexamen 1906. Danach war er Geologe bei der Westfälischen Berggewerkschaftskasse in Bochum. 1920 wurde er in Bonn promoviert und 1924 habilitierte er sich in Münster in angewandter Geologie. 1930 wurde er außerordentlicher und 1939 außerplanmäßiger Professor in Münster neben seiner Tätigkeit als Leitender Geologe der Westfälischen Berggewerkschaftskasse.
Er ist für seine Monographie über die Geologie des Ruhrgebiets bekannt (Steinkohlen- und Deckgebirge) und Kartenwerke zur Lagerstättenkunde. Eine von ihm aufgebaute geologisch-paläontologische Sammlung ist im Deutschen Bergwerksmuseum in Bochum.
Er war Ehrenmitglied der Geologischen Vereinigung, Ehrendoktor der RWTH Aachen und seit 1938 Mitglied der Leopoldina.

## Schriften
- Unsere Kohlen, 1924
- Geologie des Niederrheinisch-Westfälischen Steinkohlengebietes, 2 Bände 1938
- Deutschlands Kohlen-, Salz-, Erz- und Erdöllagerstätten, 1955
- Weltvorkommen von Kohle, Eisen, Erdöl, Gold, Uran und Titan, 1952
- Geologie, Mineralogie und Lagerstättenlehre, Eine Einführung für Bergschüler, Gruben- und Vermessungsbeamte sowie für Studierende des Bergbaus, der Markscheidekunde, des Bauingenieurwesens und der Naturwissenschaften, 1955.